# 대한민국의 지방공기업
대한민국의 지방공기업(大韓民國의 地方公企業)은 지방자치단체가 직접 설치·경영하거나, 법인을 설립하여 경영하는 기업을 말한다. 
마을상수도를 제외한 수도사업, 공업용수도사업, 도시철도를 포함한 궤도사업, 자동차운송사업, 지방도로사업(유료도로로 한정), 하수도사업, 주택사업, 토지개발사업에 해당하는 사업을 지방자치단체가 직접 설치·경영하는 기업을 지방직영기업이라고 한다. 지방직영기업은 앞에서 열거한 사업에 대해 각각의 특별회계를 설치하여 운영하며, 해당 사업에 대해 지방자치단체와는 독립된 법인으로 출자금을 활용하여 운영하는 경우는 지방공사·지방공단이라고 한다. 또한 앞의 사업 외에도 주민복리의 증진·지역경제의 활성화·지역개발의 촉진에 이바지하는 사업, 체육시설업, 여행업 및 카지노업을 제외한 관광사업에  해당하는 사업 중 경상경비의 50% 이상을 경상수입으로 충당할 수 있는 사업도 지방공기업으로 할 수 있다. 

## 같이 보기
- 대한민국의 지방공기업 목록
- 대한민국의 공공기관